# Аксьоново (Томський район)
Аксьо́ново (рос. Аксёново) — присілок у складі Томського району Томської області, Росія. Входить до складу Богашовського сільського поселення.

## Населення
Населення — 19 осіб (2010; 24 у 2002).
Національний склад (станом на 2002 рік):
- росіяни — 96 %